# Leibniz-Institut für Ostseeforschung
Pour les articles homonymes, voir IOW.
Vous pouvez aider à l'améliorer ou bien discuter des problèmes sur sa page de discussion.
- Il ne cite pas suffisamment ses sources. Vous pouvez indiquer les passages à sourcer avec {{référence nécessaire}} ou {{Référence souhaitée}}, et inclure les références utiles en les liant aux notes de bas de page. (Marqué depuis juin 2023)
- Il est à actualiser. Certains passages sont obsolètes ou annoncent des événements désormais passés. (Marqué depuis juin 2023)

- Archive Wikiwix
- Bing
- Cairn
- DuckDuckGo
- E. Universalis
- Gallica
- Google
- G. Books
- G. News
- G. Scholar
- Persée
- Qwant
- (zh) Baidu
- (ru) Yandex
- (wd) trouver des œuvres sur Wikidata

Le Leibniz-Institut für Ostseeforschung (nom officiel allemand, Leibniz-Institut für Ostseeforschung Warnemünde ou IOW ; en français, Institut Leibniz pour la recherche en mer Baltique) est un établissement de recherche allemand situé à Warnemünde près de Rostock. L’IOW est un membre de la Leibniz-Gemeinschaft (communauté scientifique Leibniz). Il s’agit d’un institut océanographique portant un intérêt particulier à l’écosystème de la mer Baltique.
Il est l’héritier du Warnemünder Institut für Meereskunde (Institut océanographique de Warnemünde) qui était membre de l’académie des sciences de la RDA et son principal pôle en recherche marine. En 1992, il fut annexé à l’université de Rostock et intégré à la Blaue Liste (liste bleue), l’ancêtre de la Leibniz-Gemeinschaft. L’IOW est principalement financé conjointement par le gouvernement fédéral et le Land de Mecklembourg-Poméranie-Occidentale.
L’IOW est divisé en quatre sections : océanographie physique et métrologie ; biologie marine ; chimie marine ; géologie marine. Ses axes essentiels de recherche sont : les processus de transport et de transformation marin ; biocénose et cycle de la matière ; l’évolution des écosystèmes marins.
Il dispose de plusieurs navires scientifiques à sa disposition :
- FS Maria S. Merian
- FS Elisabeth Mann Borgese

C’est à l’IOW qu’incombe la « partie allemande » de la surveillance de la Baltique prévue par la convention d’Helsinki.

## Données
- Adresse : Seestrasse 15, Rostock-Warnemünde (Mecklembourg-Poméranie-Occidentale)
- Directeur : Prof. Dr. Bodo v. Bodungen (dep. 97)
- Budget : env. 15 millions d’euros
- Personnel : env. 160, dont la moitié de personnel scientifique
- site internet : (de + en) http://www.io-warnemuende.de

## Dirigeants
| Identité                          | Période | Période | Durée |
| Identité                          | Début   | Fin     | Durée |
| --------------------------------- | ------- | ------- | ----- |
| Oliver Zielinski (d) (né en 1970) | 2023    |         |       |